# Guillermo Díaz (football)
Pour les articles homonymes, voir Guillermo Díaz et Diaz.
Guillermo Díaz Zambrano (né le 29 décembre 1930 à Valparaíso et mort le 25 septembre 1997 à Santiago) était un footballeur international chilien, qui évoluait en tant qu'attaquant.

## Biographie
Au niveau de sa carrière de club, Díaz a évolué dans le club chilien du Club de Deportes Santiago Wanderers.
Du côté international, il a évolué avec l'équipe du Chili, participant à la coupe du monde 1950 au Brésil et à la Copa América 1955.